# Achtste-groepers huilen niet
Achtste-Groepers Huilen Niet (Brasil: Jogo da Vida ) é um filme da Holanda lançado em 2012 baseado em um dos romances infantis mais famosos da Europa de mesmo nome, do holandês Jacques Vriens.

## Sinopse
Akkie é uma garota um tanto durona e craque do time de futebol de seu colégio. Ela ainda não percebeu, mas está atraída por um rapaz de sua turma, com quem ela vive tendo discussões, chegando, inclusive, ao combate físico. Quando é diagnosticada com leucemia, passou a  lutar para superar a doença com a ajuda de seus pais e amigos. Akkie também teve a chance de abrir seu coração para o amor.

## Elenco
- Hanna Obbeek ... Akkie
- Nils Verkooijen ... Joep
- Fiona Livingston ... Elise
- Bram Flick ... Laurens
- Amin Belyandouz ... Brammetje
- Eva Van Der Gucht ... Juf Ina
- Loek Peters ... Dokter Snor
- Johanna ter Steege ... Moeder Akkie
- Reinout Bussemaker ... Vader Akkie
- Chris Comvalius ... Afida (as Chrisje Comvalius)
- Xander Straat ... Meester Henk
- Bram van der Hooven ... Frenklin
- Lea Vlastra ... Tamara
- Renee de Graaff ... Christel
- Lucas Dijker ... Rico

## Exibição no Brasil
O filme veio para o Brasil em 2013 e foi dublado em português pelos estúdios da Rede Globo, a qual é mesma emissora que já transmitiu  cinco vezes, a primeira exibição foi ao ar no início de 2013, a segunda reprise em 5 de dezembro de 2013, a terceira em 28 de agosto de 2014  a quarta a 8 de abril de 2015 e a quinta em 27 de setembro de 2016.